# 俳諧詩
俳諧詩（はいかいし）は、昭和10年代に試みられていた俳諧味を持つ自由詩のこと。1938年、『ホトトギス』500号記念事業の一環として高浜年尾を編集発行人とする『俳諧』が創刊されたが、この第1号から1943年の第30号まで専用の欄が作られ掲載されていたものである。明治時代に連句を踏襲して試みられた俳体詩とは違い、形式上はまったくの自由である。俳人の試みる詩であるということで高浜虚子が「俳諧詩」と名付けた。虚子の代表的な俳諧詩に「ランプのひの思ひ出」「ふたばていのひ」があり、他に京極杞陽、福田蓼汀、川端茅舎、松本たかしらが制作した。1944年に『俳諧』が終刊して以降は作られていない。